# Firebox Records
Firebox Records – fińska wytwórnia muzyczna z siedzibą w Seinäjoki. Wytwórnia specjalizuje się w doom metalu, hard rocku, death metalu i melancholic rocku.

## Zespoły
- The Eternal
- Fall of the Leafe
- Grave Flowers
- Jääportit
- Manitou
- Misery Inc.
- SaraLee
- Saturnus
- Scent of Flesh
- ShamRain
- Swallow the Sun
- Total Devestation
- Velvetcut